# Saunders Coast

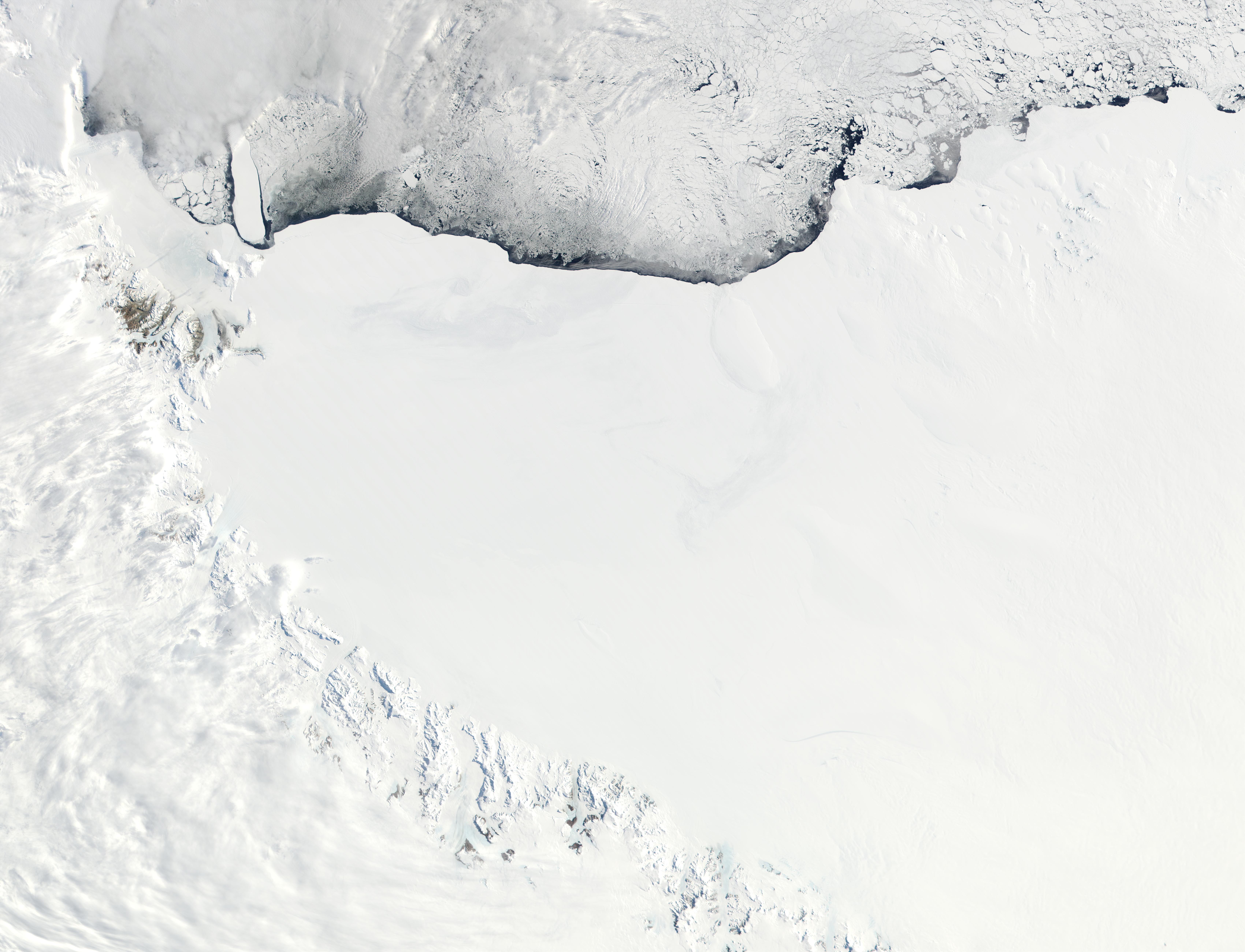
Zdjęcie satelitarne

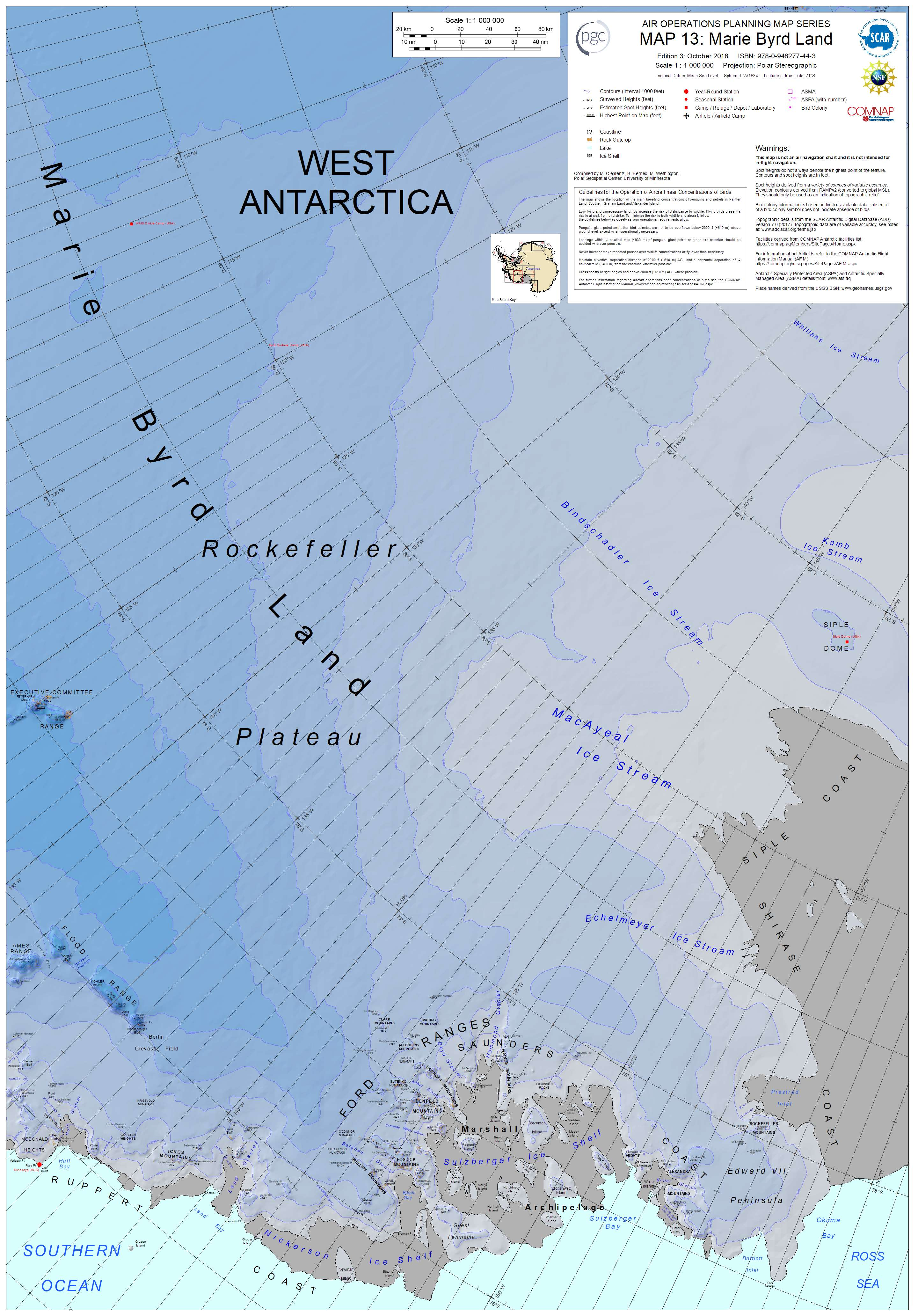
Wybrzeże na mapie Ziemi Marii Byrd

Saunders Coast (hiszp. Acantilados Saunders) – część wschodniego wybrzeża Ziemi Marii Byrd na Antarktydzie Zachodniej, pomiędzy Wybrzeżem Rupperta a Półwyspem Edwarda VII.
Granice tego wybrzeża wyznaczają od zachodu Cape Colbeck, a od wschodu Brennan Point. Wybrzeże obserwowała lotniczo wyprawa Richarda Byrda 5 grudnia 1929 roku. Wybrzeże zostało nazwane przez Ronne na cześć kapitana Harolda Saundersa z U.S. Navy, który stworzył mapy tego wybrzeża. Mapy uzupełniły badania United States Geological Survey na podstawie badań z lądu i z powietrza w latach 1959–1965.